# كرايغ سلاتر
كرايغ سلاتر (بالإنجليزية: Craig Slater)‏ (26 أبريل 1994 بغلاسكو في المملكة المتحدة - ) هو مدرب كرة قدم ولاعب كرة قدم بريطاني في مركز الوسط. شارك مع منتخب اسكتلندا تحت 16 سنة لكرة القدم ومنتخب اسكتلندا تحت 17 سنة لكرة القدم ومنتخب اسكتلندا تحت 19 سنة لكرة القدم ومنتخب اسكتلندا تحت 21 سنة لكرة القدم. أما مع النوادي، فقد لعب مع نادي سانت ميرين ونادي كيلمارنوك.

## وصلات خارجية
- كرايغ سلاتر على موقع قاعدة بيانات كرة القدم.إي يو (الإنجليزية)
- كرايغ سلاتر على موقع Soccerbase.com (لاعب) (الإنجليزية)
- كرايغ سلاتر على موقع Soccerway.com (الإنجليزية)